# Qixia Shan
Qixia Shan (kinesiska: 栖霞山) är ett berg i Kina. Det ligger i provinsen Jiangsu, i den östra delen av landet, omkring 19 kilometer nordost om provinshuvudstaden Nanjing. Toppen på Qixia Shan är 284 meter över havet, eller 265 meter över den omgivande terrängen. Bredden vid basen är 7,1 km.
Runt Qixia Shan är det mycket tätbefolkat, med 1 956 invånare per kvadratkilometer. Närmaste större samhälle är Qixia, 3,2 km sydväst om Qixia Shan. Trakten runt Qixia Shan består till största delen av jordbruksmark.
Genomsnittlig årsnederbörd är 1 277 millimeter. Den regnigaste månaden är juli, med i genomsnitt 262 mm nederbörd, och den torraste är december, med 31 mm nederbörd.